# Bochum-Langendreer
Bochum-Langendreer – przystanek kolejowy w Bochum, w kraju związkowym Nadrenia Północna-Westfalia, w Niemczech. Przystanek został otwarty w 1862. Znajduje się tu 1 peron.